# Dolph Ziggler
Nicholas Theodore "Nick" Nemeth (* 27. července 1980) je americký profesionální wrestler.Momentálně působí ve společnosti Total Nonstop Action Wrestling jako Nic Nemeth. Nejznámější je jeho působení ve WWE. Byl součástí rosteru SmackDown pod jménem Dolph Ziggler. Také je známý pro svoje působení v Spirit Squad jako Nicky v roce 2006.
Nemeth podepsal s WWE vývojovou smlouvu v roce 2004 a byl přiřazen do Ohio Valley Wrestling (OVW). Do Raw byl přesunut v roce 2005 jako manažer Kerwina White. Nicméně byl krátce potom poslán zase zpátky do OVW, kde nastoupil do týmu Spirit Squad. V Raw debutoval v lednu 2006 a předtím, než byl opět přidělen k OVW vyhrál světový tag teamový titul.
V září 2007 byl poslán do Florida Championship Wrestling (FCW) kde vytvořil tým s Bradem Allenem. Jednou vyhrál šampionát FCW a jednou týmový s Gavinem Spearsem jako jeho partnerem. Do Raw se vrátil v září 2008 a v dubnu 2009 byl přesunut do SmackDownu. 28. července vyhrál poprvé mezikontinentální titul. Tento titul držel pět měsíců, až do ledna 2011. V březnu se vrátil do rosteru Raw a vyhrál šampionát Spojených států. US tittle držel 182 dní a obhájil ho proti Kofimu Kingstonovi, Alexy Rilleymu, Jacku Swaggerovi, Wadu Barrettovi, Zacku Ryderovi, Morrisonovi a pak ho na TLC 2011 proti, už zmiňovanému, Zacku Ryderovi. Mezitím co byl US championem, dostal i několik možností k zisku WWE titulu, ale ani jednou se mu to nepodařilo a to ani na Royal Rumble 2012, proti CM Punkovi a ani v elimination chamberu kleci s dalšími 4-my a hlavním championem CM Punkem.
Propuštěn z WWE byl v roce 2023, kvůli škrtům v rozpočtu. O rok později podepsal smlouvu s Total Nonstop Action Wrestling.

## Osobní život
Nicholas je fanoušek profesionálního wrestlingu už od pěti let a ve dvanácti letech se jím sám stal. Jeho mladší bratr, Ryan, podepsal vývojovou smlouvu s WWE a zápasí v FCW pod jménem Briley Pierce. Nicholas je absolventem Kent State University, obor politologie. Před tím než začal působit ve WWE žil ve Phoenixu v Arizoně a byl přijat na právnickou fakultu Arizona State University. Umí plynně americkou znakovou řeč.

## Ostatní média
3. listopadu 2009 se objevil společně s Mariou Kanellis a Eve Torres v epizodě Ber nebo neber. Pak hostoval v show Lopez Tonight - 9. srpna 2010.
Pravidelně se objevuje v YouTube show svého kolegy Zacka Rydera, Z! True Long Island Story.
Dne 1. února 2012 debutoval v WWEFanNation "WWE Download" a je hostitelem řady YouTube show.

## Ve wrestlingu
- Zakončovací chvaty
  - Leaping reverse STO - FCW
  - Sleeper hold
  - Zig-Zag
  - Fam Acer

- Další chvaty
  - Dropkick
  - Headlock
  - Jumping DDT
  - Neck snap
  - Stinger splash
  - Sitout facebuster
  - Scoop powerslam

- Manažeři
  - Taryn Terrell
  - Kaitlyn
  - Big Rob
  - Maria
  - Vickie Guerrero

- Přezdívky
  - "Mr. Money in the Bank"
  - "The Natural"
  - "The #Heel"
  - "The Show-Off"

- Theme songy
  - "I Am Perfection" od Jim Johnston, zazpíváno od Cage9 (červen 2009 - srpen 2011)
  - "I Am Perfection" od Jim Johnston, zazpíváno od Downstait (srpen 2011 - listopad 2011)
  - "Here to Show the World" od Jim Johnston, zazpíváno od Downstait (listopad 2011 - současnost)

- Dosažené tituly
  - World Wrestling Entertainment / WWE
    - World Heavyweight Champion - 2x
    - Intercontinental Champion - 6x
    - United States Champion - 2x
    - Money In The Bank 2012